# Voices (album Matchbook Romance)
Voices – drugi album amerykańskiej grupy Matchbook Romance. Utwory znajdujące się na krążku są utrzymane w zupełnie innym stylu niż wcześniejsze nagrania zespołu.

## Lista utworów
1. You Can Run, But We’ll Find You (4:07)
2. Surrender (4:48)
3. My Mannequin Can Dance (3:56)
4. Goody, Like Two Shoes (7:10)
5. Monsters (4:04)
6. Say It Like You Mean It (4:22)
7. Portrait (4:26)
8. Singing Bridges (We All Fall) (5:12)
9. Fiction (3:26)
10. What A Sight (4:28)
11. Wish You Were Here (15:46)